# 9-es busz (Balassagyarmat)
A balassagyarmati 9-es jelzésű autóbusz egy körjárat, a kiinduló és érkező állomása a Kenessey Albert Kórház. A járatot a városi önkormányzat megrendelésére a Volánbusz üzemelteti.
A 9-es autóbusz a 7-es, a 7A, a 7B és a 8-as buszokkal együtt alkotják a város tömegközlekedésének gerincét hétköznapokon, és tartják az óránkénti ütemes menetrendet.

## Járművek
A vonalon egy darab Volvo 7000 közlekedik.

## Útvonala
| Kenessey Albert Kórház felé |
| --- |
| Kenessey Albert Kórház – Rákóczi fejedelem út – Civitas Fortissima tér – Rákóczi fejedelem út – Kóvári út – Ady Endre út – Hétvezér utca – Batthyány utca – Horváth Endre utca – Mártírok útja – Nyírjesi út – Május 1. utca – Veres Pálné utca – Patvarci út – Szontágh Pál utca – Rákóczi fejedelem út – Kenessey Albert Kórház |

## Megállóhelyei
| 9 (Kenessey Albert Kórház–Kenessey Albert Kórház)                  |                        |                                                       | |
| Perc (↓)                                                           | Megállóhely            | Megállóhelyet érintő járatok                          | Fontosabb létesítmények |
| 0                                                                  | Kenessey Albert Kórház | 1, 1A, 1C, 2, 4, 5B, 6, 6A, 7, 7A, 7B, 8, 8C, 9, 9B   | Dr. Kenessey Albert Kórház-Rendelőintézet |
| 1                                                                  | Rákóczi út 98.         | 1, 1A, 1C, 2, 4, 6, 6A, 7, 7A, 7B, 8, 8A, 9, 9A, 9B   | Nyitnikék Óvoda |
| 2                                                                  | Dózsa György út        | 1, 1A, 1C, 2, 4, 6, 6A, 7, 7A, 7B, 8, 8A, 9, 9A, 9B   | |
| 3                                                                  | Hunyadi utca           | 1, 1C, 2, 2C, 4, 6, 6A, 7, 7A, 7B, 8, 9, 9A, 9B, 3314 | Mikszáth Kálmán Művelődési Központ, Salgótarjáni Szakképzési Centrum Szent-Györgyi Albert Gimnáziuma, Szakgimnáziuma és Szakközépiskolája, piac, Spar áruház, OTP Bank |
| 4                                                                  | Civitas Fortissima tér | 1, 1C, 3B, 4, 6, 6A, 7, 7B, 7D, 8, 9, 9A, 9B, 3314    | Városháza, Vármegyeháza, Jánossy Képtár, Tornay Galéria, Balassagyarmati Törvényszék, Civitas Fortissima tér                                                           |
| csak szabad- és munkaszüneti napokon a 6.10-kor induló busz érinti |                        |                                                       | |
| +2                                                                 | Vasútállomás           | 1, 1C, 2, 2C, 3, 3B, 3C, 9, 9A S750 S780 S790         | Balassagyarmat |
| 5                                                                  | Malom                  | 1C, 3, 3C, 4, 6, 6A, 7, 7B, 8, 9, 9A, 9B              | |
| 6                                                                  | Madách liget           | 1C, 6, 6A, 7, 7B, 8, 9, 9A, 9B, 3314                  | Lidl áruház, Madách liget (lakótelep) |
| 7                                                                  | Kecskeliget            | 6, 6A, 7, 7B, 8, 9, 9A, 9B, 3314                      | Kecskeliget, Salgótarjáni Szakképzési Centrum Mikszáth Kálmán Gimnáziuma, Szakgimnáziuma, Szakközépiskolája és Szakiskolája                                            |
| 8                                                                  | Klapka György utca     | 6, 6A, 7, 7B, 8, 9, 9A, 9B, 3314                      | |
| 9                                                                  | Vak Bottyán utca       | 6, 6A, 7, 7B, 8, 9, 9A, 3314                          | |
| 10                                                                 | Ruhagyár               | 2, 2C, 3, 3C, 6, 6A, 7, 7B, 8, 9, 9A, 9B, 3314        | An-Ro Ruha Kft. |
| 11                                                                 | Erdőgazdaság           | 2, 2C, 3, 3C, 6, 6A, 7, 7B, 8, 9, 9A, 9B, 3314        | |
| 12                                                                 | Mártírok útja          | 2, 2C, 3, 3C, 6, 7, 7B, 8, 9, 9A, 9B, 3314            | |
| 13                                                                 | Nyírjesi úti óvoda     | 2, 2C, 3, 3C, 6, 7, 7B, 8, 9, 9A, 9B, 3314            | Játékvár Óvoda |
| 14                                                                 | Jeszenszky utca        | 3, 3B, 3C, 6, 7, 7A, 7D, 8, 8A, 8C, 9, 9A, 9B         | |
| 15                                                                 | Szabó Lőrinc iskola    | 3, 3B, 3C, 5B, 6, 7, 7A, 7D, 8, 8A, 8C, 9, 9A, 9B     | Szabó Lőrinc Általános Iskola |
| 16                                                                 | Veres Pálné utca 51.   | 5B, 8, 8A, 8C, 9, 9A, 9B                              | |
| 17                                                                 | Szontágh Pál utca 3.   | 5B, 8, 8A, 8C, 9, 9A, 9B                              | |
| 18                                                                 | Kenessey Albert Kórház | 1, 1A, 1C, 2, 4, 5B, 6, 6A, 7, 7A, 7B, 8, 8C, 9, 9B   | Dr. Kenessey Albert Kórház-Rendelőintézet |

## Külső hivatkozások
- A Nógrád Volán weboldala. [2014. december 30-i dátummal az eredetiből archiválva].
- Valósidejű utastájékoztatás. Nógrád Volán. [2018. augusztus 21-i dátummal az eredetiből archiválva]. (Hozzáférés: 2018. augusztus 21.)